# Zofia Barwińska

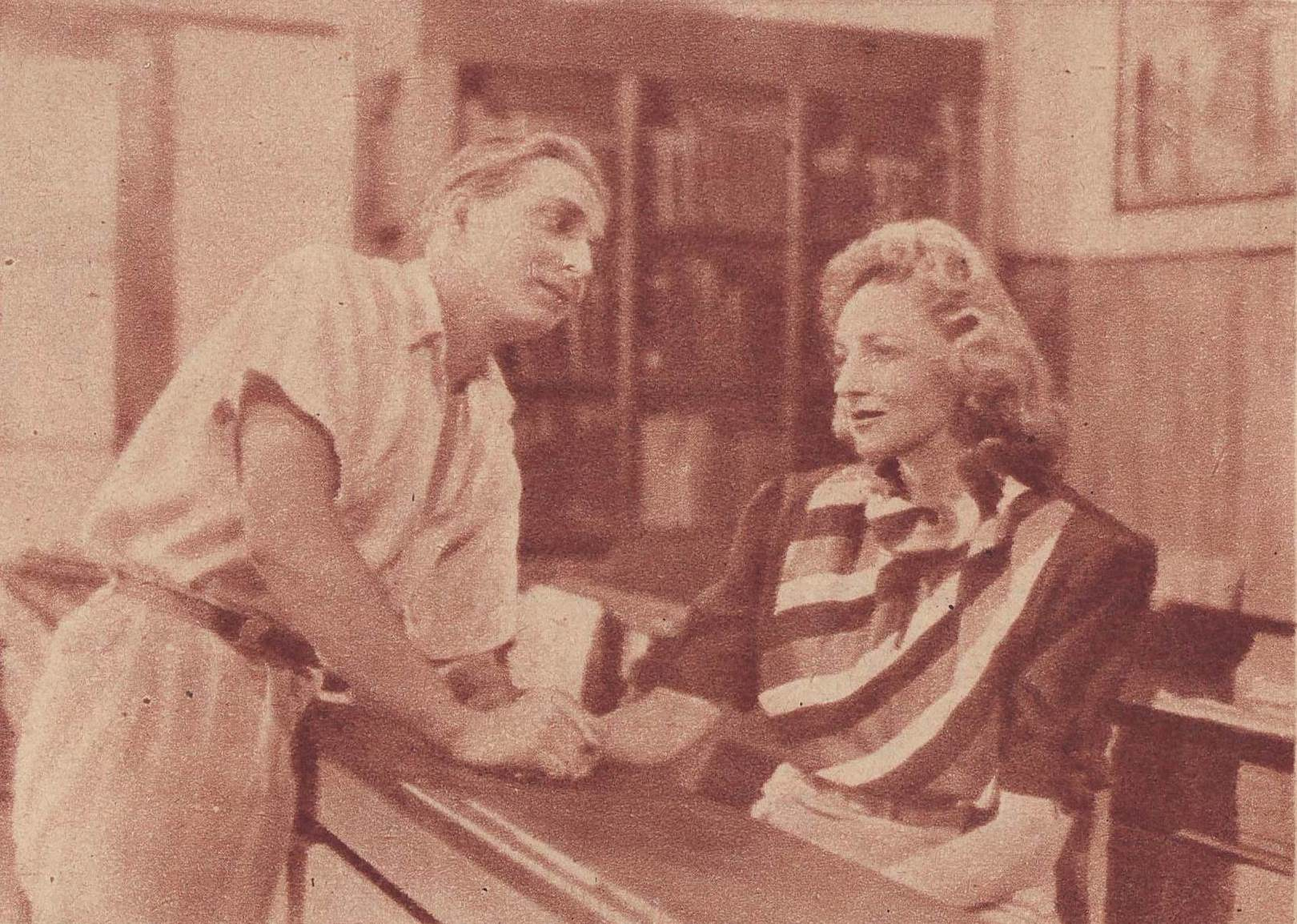
Czesław Wołłejko i Zofia Barwińska w sztuce Szczeniaki, 1946.

Zofia Barwińska właśc. Hertz, wyst. też jako Barwińska-Kicińska (ur. 31 grudnia 1904 w Częstochowie, zm. 29 kwietnia 1991 w Skolimowie) – polska aktorka głównie teatralna, także filmowa i telewizyjna. 

## Życiorys
Córka aktora i reżysera teatralnego Henryka Barwińskiego i aktorki Leonii z Urbanowiczów (1882–1964). Karierę teatralną zaczęła jeszcze przed II wojną światową. Występowała m.in. w Krakowie, Lwowie, Bydgoszczy, Poznaniu i Katowicach. Po wojnie była aktorką poznańskiego Teatru Polskiego (1945–1947), a następnie pracowała w Miejskich Teatrach Dramatycznych w Krakowie (1947–1949), w Teatrze Śląskim im. Wyspiańskiego w Katowicach (1950–1952). Od 1953 roku występowała w Warszawie: w Teatrze Ateneum (1953–1959) oraz w Teatrze Polskim (1959–1975). W latach 1977–1978 gościnnie pojawiała się w spektaklach realizowanych w Teatrze Kameralnym.
Zmarła w Skolimowie, pochowana na cmentarzu Powązkowskim w Warszawie (kwatera 233-2-16).

## Role teatralne (wybór)
- 1926 – Akropolis jako Helena (reż. Józef Sosnowski)
- 1927 – Król jako Pani podprefektowa (reż. Zygmunt Nowakowski)
- 1945 – Moralność pani Dulskiej jako Lokatorka (reż. Władysław Neubelt)
- 1946 – Wesele jako Rachel (reż. Władysław Stoma)
- 1946, 1947 – Wieczór Trzech Króli jako Viola (reż. Bronisław Dąbrowski)
- 1947 – Dwa teatry jako Pani (reż. Karol Borowski)
- 1948 – Wesele Figara jako Hrabina (reż. Władysław Krzemiński)
- 1948 – Amfitrion 38 jako Leda (reż. Bohdan Korzeniewski)
- 1949 – Mąż i żona jako Elwira (reż. Stefan Drewicz)
- 1950 – Balladyna jako Goplana (reż. Władysław Woźnik)
- 1951 – Mizantrop jako Celimena (reż. Roman Zawistowski)
- 1953 – Panna Maliczewska jako Daumowa (reż. Janusz Warmiński)
- 1954 – Spazmy modne jako Hrabina Modnicka (reż. Maria Wiercińska)
- 1954 – Pojedynek jako Amy (reż. J. Warmiński)
- 1957 – Tartuffe czyli Świętoszek jako Elmira (reż. J. Warmiński)
- 1959 – Wesele pana Balzaca jako Karolina Sayn-Wittgenstein (reż. Władysław Hańcza)
- 1959 – Śluby panieńskie jako Pani Dobrójska (reż. R. Zawistowski)
- 1960, 1961 – Wielki kram jako Królowa Lucyna (reż. Andrzej Munk)
- 1961 – Śmierć gubernatora jako Dama I (reż. Kazimierz Dejmek)
- 1961 – Anna Karenina (Teatr Telewizji, reż. Adam Hanuszkiewicz)
- 1964 – Dziady jako Dama (reż. Krystyna Skuszanka, J. Krasowski)
- 1967 – Pieszo w powietrzu jako Druga stara Angielka (reż. Erwin Axer)
- 1961 – Martwe dusze jako Gubernatorowa (reż. W. Hańcza)
- 1970 – Ballada o tamtych dniach Starsza pani (reż. Leon Wojciechowski)
- 1976 – Odsłonięcie jako Nana (reż. Wiesław Górski)
- 1977 – Lato jako Babcia (reż. Krystyna Meissner)
- 1978 – Klucznik jako Hrabianka (reż. Ryszard Ber)

## Filmografia
- 1969 – Podróżni jak inni
- 1979 – Doktor Murek jako żona prezydenta Niewiarowicza
- 1982 – Coś się kończy jako Matka Stanisławy

## Ordery i odznaczenia
- Krzyż Kawalerski Orderu Odrodzenia Polski
- Medal 10-lecia Polski Ludowej (19 stycznia 1955)[2]